# Hermannia oblongifolia
Hermannia oblongifolia är en malvaväxtart som först beskrevs av William Henry Harvey, och fick sitt nu gällande namn av Bénédict Pierre Georges Hochreutiner. Hermannia oblongifolia ingår i släktet Hermannia och familjen malvaväxter. Inga underarter finns listade i Catalogue of Life.